# Церковні селяни
Церковні селяни — в Україні і Росії категорія феодально-залежного сільського населення, піддані різних церковних інституцій (прикріплених до монастирів, патріарха (пізніше Синоду), архієрейських домів, єпископа), що мешкали на їхніх землях і виконували на їхню користь повинності. Відносини церковних селян та церковних установ нормувалися не спеціальним церковним правом, а загальними нормами підданства. У результаті секуляризаційних реформ 40-х років XIX ст. на Правобережній Україні та 80-х років на Лівобережній церковні селяни були переведені у безпосереднє відання держави.
Церковні маєтності і залежні від Церкви селяни були відомі вже за княжої доби і за литовсько-польського володіння. Вонт виникли після заснування монастирів 10-11 ст., яким князі й бояри дарували землі разом з селянами. Їх число значно збільшилося після входження українських земель в Російську Імперію. В Україні велике число церковних селян належало Києво-Печерській Лаврі, Густинському, Новгород-Сіверському та ін. монастирям. На Лівобережжі 61 монастир 1768 мав близько 160 000 церковних селян. 1786 — 88 царський уряд секуляризував майно монастирів, передавши землі і закріпачених церковних селян у відання Колегії економії. Те саме сталося з церковними селянами на Правобережжі після 1793. У більшості випадків соціальне становище церковних селян щодо обов'язку праці було подібне до становища поміщицьких кріпаків.